# Поразительная бестия
«Поразительная бестия» (англ. The Astounding She-Monster; США, 1958) — американский научно-фантастический фильм режиссёра Рональда В. Эшкрофта.
Сюжет фильма рассказывает о геологе, банде похитившей богатую наследницу, и их встрече с красивой, но смертельно опасной инопланетянкой, которая потерпела крушение на Земле. В Великобритании он был выпущен под названием «Таинственный захватчик».
Фильм был выпущен в американских кинотеатрах 10 апреля 1958 года компанией American International Pictures в качестве двойного полнометражного фильма с «Сагой о женщинах-викингах и их путешествии к водам Великого морского змея» Роджера Кормана.

## Сюжет
Бандиты Нат Берделл (Кенн Дункан) и Брэд Конли (Юинг Майлз Браун) похищают богатую светскую львицу Маргарет Чаффи (Мэрилин Харви) и вместе с партнёром Эстер Мэлоун (Джин Татум) направляются в горы Сан-Габриэль, чтобы дождаться выкупа, который они потребовали от отца Чаффи. Той ночью геолог Дик Катлер (Роберт Кларк) видит то, что, по его мнению, является падением метеорита в лес. Но он не видит, что из дыма от удара появляется красивая светящаяся блондинка-инопланетянка (Ширли Килпатрик) в облегающем трико, которая может убить прикосновением.
Гангстеры прячутся в хижине Катлера. Когда инопланетянин заглядывает в окно, Берделл приказывает Конли идти за ней, но инопланетянин убивает Конли, его выстрелы не причиняют ей вреда. Бердел выходит и стреляет сам, забирая тело Конли. Берделл решает, что они должны бежать той же ночью, даже несмотря на то, что им придется ехать по опасной горной дороге. Но прежде чем они успевают уйти, инопланетянин разбивает окно хижины. Все выбегают на улицу, инопланетянка убивает Малоун. Когда инопланетянин пытается схватить Берделл, он быстро уклоняется, и она падает с насыпи. Берделл ошибочно думает, что она мертва и когда все пытаются уехать убивает его.
Все бандиты мертвы, Катлер и Чаффи снова бегут в хижину. Катлер предполагает, что тело инопланетянки сделано из радия и платины, которые защищают ее от земной атмосферы. Он смешивает кислотный раствор, который убьет ее. Когда она входит в хижину, он швыряет в нее бутылкой с кислотой. Она убита и распадается на части. Однако медальон, который она носила, не поврежден. Катлер находит в нем записку, написанную по-английски, от "Главы Совета планет Галактики". Это приглашение Земле присоединиться к Совету. 

## Отзывы
Критик Гас Барсанти, описав «Поразительную бестию», как "очень высокую, женщину на высоких каблуках, роковую инопланетянку в обязательном облегающем космическом наряде и с очень страшными бровями", отметив то, что фильм предназначен "для ценителей по-настоящему плохих фильмов; всем остальным следует к просмотру с осторожностью".
Театральный постер фильма "Поразительная бестия" 1957 года был выбран для выставки 2016 года из 35 "привлекающих внимание постеров" к фильмам категории "Б" в Бингемтонском университете
Британский критик Фил Харди: "Единственное, что интересно в этом неумело срежиссированном фильме, - это его отношение к женщинам, в котором женская красота ассоциируется со угрозой, а независимость с опасностью. Эта мысль еще более убедительна из-за того, что она так неосознанно выражена в сценарии Холла".